# Erythroplusia adscripta
Erythroplusia adscripta är en fjärilsart som beskrevs av Otto Staudinger 1888. Erythroplusia adscripta ingår i släktet Erythroplusia och familjen nattflyn. Inga underarter finns listade i Catalogue of Life.